# DN38
DN38 este un drum național din România, aflat în județul Constanța și care leagă Constanța de orașul Negru Vodă, aflat la frontiera cu Bulgaria. Drumul este continuat pe teritoriul Bulgariei de șoseaua 29, care continuă spre orașul Dobrici.